# خضير أوربي

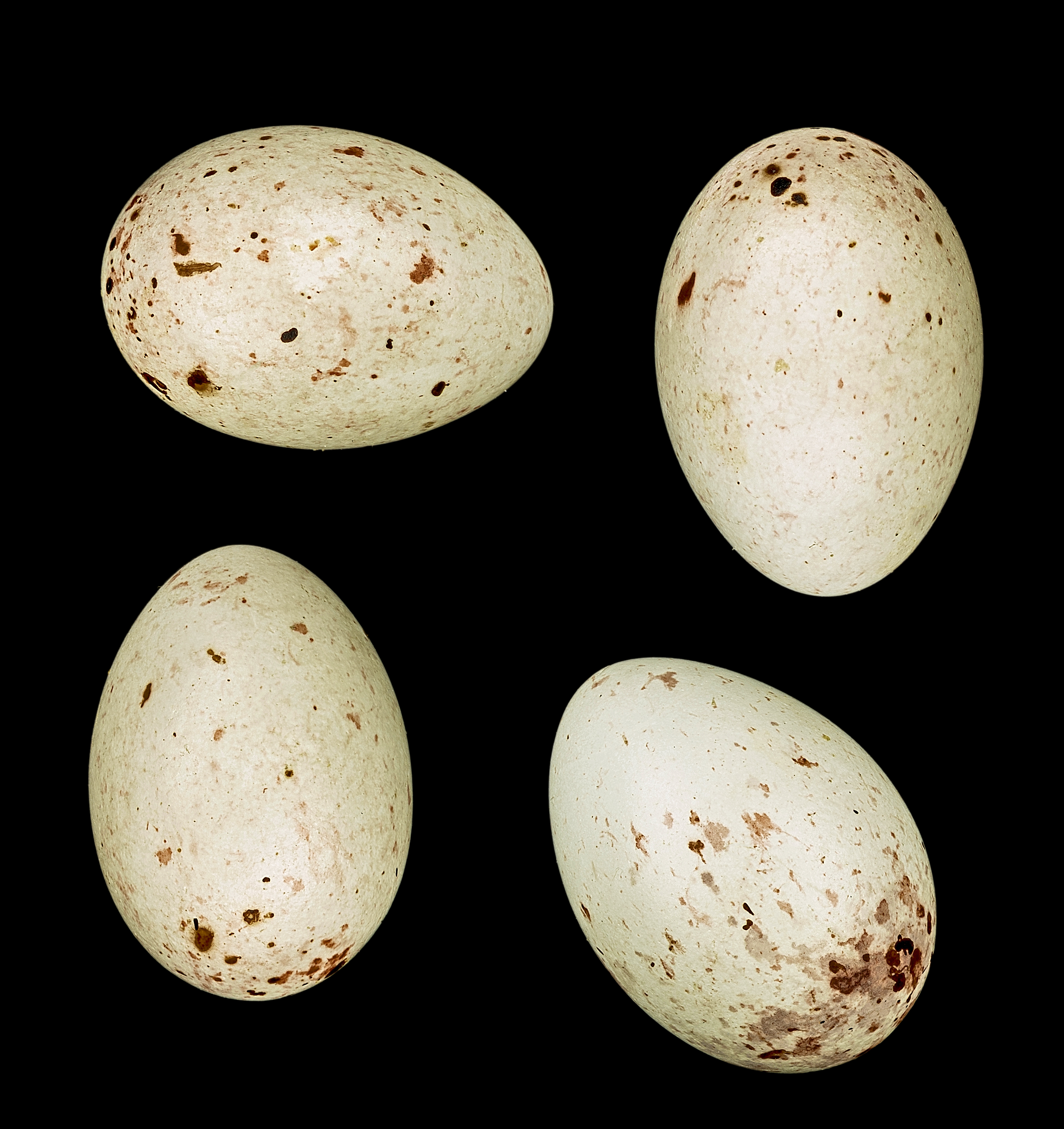
بيض الخُضيري الأوربّي

الخُضَير الأوربّي أو الخُضَيري الأورُبّي هو طائر ينتمي إلى فصيلة الشرشوريات في جنس الخضير.

## الوصف
طوله نحو ١٥ سم. ثوبه الصيفي أزهى من ثوبه الشتوي. منقاره غليظ قصير. رأسه وكامل القسم الأعلى من جسمة إلى الخضار الزيتوني. زوره وبطنه إلى الخضار الأصفر. جناحه إلى الربدة. قوادمه صفر أباهره سود ذنبه أسود وأصفر.  ويشابه طائرَ الصغنج في بعض مواصفاته، كالحجم والشكل. الاسم العلمي لهذا الطير مأخوذ من لونه المميز، حيث أن "Chloris" مأخوذ من كلمة إغريقية بمعنى الأخضر المصفر.

## مناطق وجوده
ينتشر الحسون الأخضر في أوروبا وفي شمال أفريقيا وفي جنوب غرب آسيا، وتم إدخاله أيضاً إلى بيئة نيوزيلندا. يألف الغابات الرطبة والجنائن وضفاف الأنهر.

## التكاثر
يستوطن الحسون الأخضر أثناء موسم التكاثر حافاف الغابات والمزارع التي تحوي كميات وافرة نسبياً من النباتات، ويعشش في الأشجار والجنبات الظليلة. إناثه تبيض من مرتين إلى ثلاثة في السنة، الأول في أواسط نيسان والثانية في حزيران والثالثة في آب.  تضع كل مرة من ٤ إلى ٦ بيضات تحضنها وحدها نحو الأسبوعين.

## الغداء
يتغذى الحسون الأخضر على الحبوب لكنه يغذي صغاره أيضاً بالحشرات. برغب في القنبز وبزر الكتان والسلجم وبزور العنب.